# Резекне II
Ре́зекне II (латыш. Rēzekne II) — узловая станция, одна из двух станций в черте города Резекне в Латгалии, Латвия. Станция открыта в 1901 году вместе с открытием участка Москва — Крейцбург Московско-Виндавской железной дороги, как станция III класса Режица.